# 本木克弥
本木 克弥（もとき かつや、1995年8月2日 - ）は 、囲碁の棋士。段位は九段。群馬県藤岡市出身。日本棋院東京本院所属。藤澤一就八段門下。
主な実績に、本因坊戦挑戦（2017年第72期）、若鯉杯1期（2014年第9回）、本因坊戦リーグ5期・名人戦リーグ2期など。

## 来歴
1995年8月2日群馬県生まれ。小学校1年生の時に、囲碁ファンの祖父から『ヒカルの碁』のアニメを勧められ、囲碁に興味を持つ。ヒカルの碁のゲームでルールを覚え、2年生の頃にアマチュア初段前後の棋力となる。その後、同郷の木部夏生の影響も受けて、4年生の時に藤澤一就が主宰する新宿こども囲碁教室に通い始める。5年生時に日本棋院の院生となる。当初は群馬県の自宅から2時間半かけて教室まで通っていたが、12歳の時から藤澤主宰の天豊道場で内弟子生活を始めた。
2009年10-11月の冬季棋士採用試験は本戦4勝11敗で15位、2010年10-11月の同試験は本戦8勝7敗で10位。2011年の夏季棋士採用試験で、5-7月の院生研修総合1位により入段を果たす。2011年9月1日、16歳で入段。
2013年、二段。第4回アジアインドア・マーシャルアーツゲームズでは平田智也・佐田篤史とともに日本代表として団体戦に出場し、銅メダルを受賞。
2014年、三段。第9回広島アルミ杯若鯉戦にて決勝戦で六浦雄太初段を破り優勝、19歳で自身初タイトルを獲得した。
2015年、第71期本因坊戦最終予選で倉橋正行九段・羽根泰正九段・小林覚九段・村松大樹五段に勝利し初の三大リーグ入り。規定により七段昇段。
2016年は、第41期碁聖戦で本戦ベスト8まで進出したほか、第11回広島アルミ杯若鯉戦でも準優勝（決勝戦で一力遼七段に敗退）。第71期本因坊戦リーグにおいては、開幕から張栩九段・山下敬吾九段・河野臨九段に3連勝し一時は首位に立ったが、最終的には5勝2敗の2位。挑戦手合進出はならなかったが、初のリーグ戦にて好成績で残留に成功した。
2017年、第72期本因坊リーグで高尾紳路名人・張栩九段・山下敬吾九段らに勝利して6勝1敗の首位となり挑戦者となる。規定により八段昇段。5連覇中の本因坊文裕（六冠）に挑戦するも、6月16日、0勝4敗で敗れ初の七大タイトル獲得には至らなかった。この挑戦手合の模様は『第72期 本因坊戦 ～勝負の一手～』としてBS12で11月11日に放送された。
同2017年はこのほかの棋戦でも活躍しており、第42期碁聖戦では挑戦者決定戦まで進出するも5月18日に山下敬吾九段に敗退。8月24日、第42期棋聖戦ではファーストトーナメントを突破するとCリーグ1位で挑戦者決定トーナメントに進出。Bリーグ首位の余正麒七段・Aリーグ1位の高尾紳路名人に勝利し準決勝まで進出したが、10月27日、Sリーグ2位の山下敬吾九段に敗れた。
2018年3月21日、第12回春蘭杯世界囲碁選手権1回戦で世界戦優勝多数の李世乭九段に3目半で勝利。2回戦は辜梓豪九段に敗退。第73期本因坊戦では3勝4敗でリーグ陥落し、連続でのリーグ在籍は3期にとどまった。他方で第43期碁聖戦・第66期王座戦では挑戦者決定戦まで進出しているが、碁聖戦では5月17日、許家元七段に敗退。王座戦でも9月13日、一力遼八段に敗退。第27期竜星戦では決勝戦まで進出したが、ここでも9月24日（放送日）、一力に敗退。各棋戦で活躍するも、挑戦手合進出やタイトル獲得にはあと一歩及ばなかった。
2019年5月、IMSAワールドマスターズチャンピオンシップでは村川大介・伊田篤史とともに団体戦に出場し、銅メダル受賞。第44期棋聖戦ではBリーグ2組で6勝1敗の首位となると、1組1位の依田紀基九段にも勝利。自身二度目の挑戦者決定T進出となったが、初戦でCリーグ1位の鈴木伸二七段に敗れた。
2020年、第45期棋聖戦Aリーグは3勝4敗の5位で降格。第46期名人戦では、最終予選を制して初の名人戦リーグ入り。
2021年、第47期天元戦では本戦ベスト4（準決勝で関航太郎四段に敗退）。また、第77期本因坊戦で最終予選を制し、第73期以来のリーグ入り。第46期名人戦リーグは4勝4敗の5位で残留。
2022年、第77期本因坊戦リーグは1勝6敗で陥落したが、第78期最終予選を制し再びリーグ復帰。第47期名人戦では、2勝6敗でリーグ陥落。また、第31期竜星戦では準決勝まで進出した（準決勝で井山裕太名人に敗退）。

## 人物
- かつては攻撃的な棋風で、多少のやりすぎがあっても読みの力で補う剛腕が持ち味だった[31][32]。ただし、その後井山裕太との2017年本因坊戦挑戦手合や上位の棋士との対局を経て、徐々に棋風も変化[31]。じっくりと耐えて相手の仕掛けを待つ、「忍の碁」へと変化した[32]。
- 趣味は就寝前の読書[6]。12歳から20歳の頃は藤澤主宰の天豊道場で内弟子生活を送っていたが、そこで寺山怜が持ち込んだ小説を借りて読んでいたという[6]。好きな作家は米澤穂信と森博嗣[6]。
- NHK杯テレビ囲碁トーナメントでは、第61-63回（2013-2015年度）まで秒読み係を務めた[33]。
- 2020年に結婚。
- 2022年には、群馬県藤岡市の「藤岡市ふるさとスペシャルサポーター」に任命された[34][35]。

## 棋歴

### 獲得タイトル
- 若鯉戦（2014年・第9回）

### 良績
- 棋聖戦 挑戦者決定T進出 2期（第42, 44期）
- 名人戦 リーグ入り2期（第46-47期）
- 本因坊戦 挑戦手合進出1期（第72期）、リーグ入り5期（第71-73, 77-78期）
- 王座戦 本戦決勝進出（第66期）
- 天元戦 本戦ベスト4（第47期）
- 碁聖戦 本戦決勝選出（第42-43期）
- 竜星戦 準優勝（第27期）、ベスト4（第31期）
- 若鯉戦 準優勝（第11回）
- ペア碁選手権戦（非公式戦）準優勝（第28回・謝依旻とのペア）
- ゆうちょ杯 （非公式戦） 準優勝（第1-2回）

### 国際棋戦
- グロービス杯 2015年・第2回 予選敗退（×李欽誠 ○Lionel Zhang ×申眞諝）
- 春蘭杯 2019年・第12期 1-1（○李世乭 ×辜梓豪）、2020年・第13期 0-1（×姜東潤）
- 農心杯 2019年・第20期 0-1（×范廷鈺）
- 新奥杯 2017年・第1回 0-1（×許嘉陽）
- 天府杯 2018年・第1回 0-1（×彭立尭）
- アジアインドア・マーシャルアーツゲームズ 2013年・第4回 団体戦銅メダル
- IMSAワールドマスターズチャンピオンシップ 2019年 団体戦銅メダル（×辜梓豪 ×李志賢 ×許皓鋐 ○Pavol Lisy ○Eric Lui）[22]

### 昇段履歴
- 2011年9月1日 入段[10]（夏季棋士採用試験 総合1位）
- 2013年1月1日 二段[36]（賞金ランキング）
- 2014年1月1日 三段[37]（賞金ランキング）
- 2015年9月4日 七段[38]（第71期本因坊戦リーグ入り＝飛付昇段）
- 2017年4月7日 八段[39]（第72期本因坊戦挑戦）
- 2024年9月6日 九段[40]（勝星規定=対象棋戦通算200勝）